# Первая пилотная серия (Теория Большого взрыва)

Шелдон и Леонард встречают на улице рыдающую Кэти. Кадр из невыпущенного пилота

Первая пилотная серия сериала «Теория Большого взрыва» — невыпущенная первая пробная серия культового американского ситкома, отвергнутая в 2006 году телекомпанией CBS. Создателям сериала Чаку Лорри и Биллу Прэйди пришла идея совместить в одном комедийном шоу замысел о жизни девушки в большом городе и историю дружбы гениальных физиков, неприспособленных к обычной жизни. Героиня должна была стать «олицетворением» простых зрителей, которые должны были себя с ней отождествлять. Создатели уговорили руководство телекомпании CBS дать добро для съёмок пилотной серии. Она была снята в апреле 2006 года режиссёром Джеймсом Берроузом в павильоне Warner Bros. в калифорнийском Бёрбанке. Руководству CBS и участникам тест-просмотра серия не понравилась, но было решено, что авторам должна быть предоставлена вторая попытка. Несмотря на мрачность шоу для ситкома, отмечалось особое взаимодействие между мужскими центральными персонажами в исполнении Джима Парсонса и Джонни Галэки, а также неудача постигшая Аманду Уолш в роли Кэти. Однако создатели считали, что дело не в актрисе, а в недостатках сценария и ошибках в разработке характера главной героини.
Второй пилот также был снят Джеймсом Берроузом. После его одобрения, 14 мая 2007 года на CBS объявили, что заказывают тринадцать эпизодов «Теории Большого взрыва». Серия «Pilot» стала первым эпизодом первого сезона сериала. Премьера шоу состоялась 24 сентября 2007 года, а 19 октября 2007 года первый сезон продлили до полного формата — 22 эпизодов. По ряду причин в первом сезоне было выпущено только 17 эпизодов.

## Сюжет
Главными героями являются молодые физики Шелдон Купер (Джим Парсонс) и Леонард Хофстедтер (Джонни Галэки), снимающие вместе квартиру. Чудаковатые учёные, малоприспособленные к реальной жизни, являются типичными представителями гик-культуры. Чтобы раздобыть деньги на ужин в ресторане индийской кухни, они посетили банк спермы. Выйдя оттуда они знакомятся с плачущей на тротуаре Кэти (Аманда Уолш), которая перед этим рассталась с бойфрендом-наркоманом. Леонард почувствовал симпатию к девушке и предложил разделить с ними ужин. Шелдон всячески противится этому, предлагая оставить всё как есть. В ресторане ему очень неудобно, так как они сели не на привычном месте. Кэти признаётся, что ей негде жить, а Леонард предлагает свободную комнату в его квартире. Шелдон и на этот раз выступает против. В гостях девушка просит принять душ. Выясняется, что до этого в квартире не было обнажённой женщины за исключением бабушки Леонарда. Появляется Гильда (Айрис Бар), коллега друзей, как и они одержимая наукой. Она собирается создать семью вместе с Леонардом. Ей сразу не нравится Кэти, о чем она ей немедленно заявляет.
Кэти пригласила троицу учёных выпить в баре, но те отказались. Вернувшись переодеться, она ссорится с Леонардом, так как тот отказался пойти веселиться. На следующий день Леонард пришёл в косметический салон, где работает девушка, чтобы извиниться. Она говорит что подыщет себе новое жильё. На квартире друзей Гильда признаётся, что ранее у неё был секс с Шелдоном. Появляется Кэти, которая всё-таки решила воспользоваться приглашением Леонарда пожить у него квартире. Вечером Кэти зовёт учёных пойти развлечься в бар, где те чувствуют там себя непривычно, что видно по их нелепому танцу. На недоуменные взгляды завсегдатаев Кэти говорит, что её новые знакомые редко появляются на людях.

## История

### Предыстория

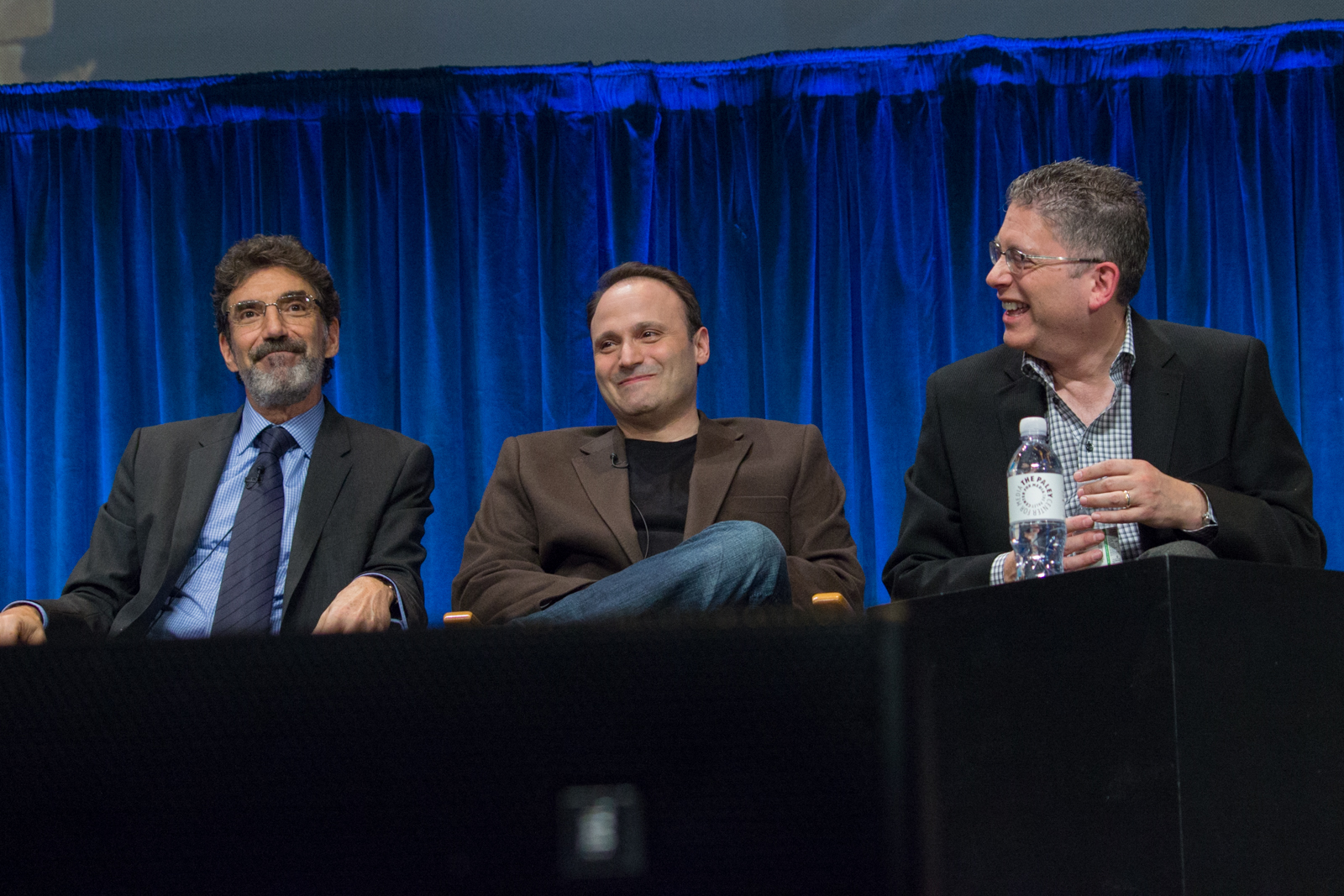
Создатели сериала (слева направо) Чак Лорри, Стивен Моларо и Билл Прэйди в 2013 году

В начале 2000-х годов американский сценарист, продюсер и композитор Чак Лорри совместно с Ли Аронсоном создали на Warner Bros. Television очень успешный ситком «Два с половиной человека», чей запоминающийся пилотный эпизод был показан 22 сентября 2003 года на телеканале CBS. Венди Триллинг, исполнительный вице-президент отдела по разработке комедий компании CBS в 2004—2015 годах, позже говорила, что пилотный эпизод «Два с половиной человека» получился «идеальным»: «В сериале чувствовался потенциал стать хитом и продержаться в эфире лет десять точно. А ведь с сериалами обычно не бывает никаких похожих предчувствий. „Теория Большого взрыва“ хитом вот ну никак не казалась. Пришлось снимать два пилота». Большой успех сериала утвердил авторитет Лорри у руководства компании. Он стал подыскивать для себя новый проект. Этим же занимался и его друг, продюсер и сценарист Билл Прэйди, работавший в то время в Warner Bros. над сериалом «Связанные» (Related; 2005—2006), но собиравшийся сменить место работы, так как это драматическое шоу ему не очень подходило. Они часто созванивались и обдумывали различные идеи для совместного проекта.

### Создание персонажей
У Лорри и Прэйди возникла идея сериала о жизни девушки, которая переехала в Лос-Анджелес, чтобы добиться успеха в большом городе. Лорри и Прэйди беседовали с актрисами, которых планировали взять на роль провинциалки, но им никак не удавалось выработать удовлетворительную концепцию. Однажды на выходных в офисе Прэйди в Бёрбанке он рассказал Лорри, что в 1980-е годы был связан с программированием. Среди его знакомых в этой сфере были любопытные люди: «Они были настоящими профи в своём деле, но полными дилетантами в реальной жизни. Вычислить число пи с точностью до восьмидесяти знаков после запятой для них было раз плюнуть, а вот рассчитать чаевые в ресторане оказывалось непосильной задачей. Слишком много переменных, видите ли». Лорри сразу же ухватился за эту идею и предложил создать комедийный сериал про таких чудаков.
Так как в формате многокамерной съёмки тяжело было бы адекватно изобразить людей, которые много времени сидят за компьютерами, то соавторы решили, что более зрелищно показать персонажей ведущих расчёты на досках: так от программистов они перешли к учёным. Соавторы решили объединить две сюжетные линии в одну: девушка начинает с общаться с физиками: «Мы решили так: пусть у нас в сериале будут выдающиеся умы, но без психоза». При этом она должна была стать «олицетворением» зрителей, которые будут себя с ней отождествлять. В частности, это должно было касаться заумных реплик учёных из различных областей науки, которые они будут постоянно произносить. Первоначально рассматривался вариант, что «девушка» будет андроидом, которого создали парни. Осенью 2005 года, после того как от этой идеи отказались, Лорри и Прэйди частным образом ознакомили президента Warner Bros. Television Питера Рота и главу отдела ответственного за комедийное направление компании Лена Голдштейна с концепцией на тот момент ещё безымянного сериала. Актёрами были прочитаны первые две сцены. Рот позже вспоминал: «С шутками про то, какой Шелдон гений, явно был перебор, но помню подумал, что персонажи получились очень крутыми. Пенни тогда ещё не существовало — девушка из того сценария имела мало общего со знакомой сейчас зрителям милой соседкой. То была закалённая жизнью городская девица, из-за чего её контраст с Шелдоном и Леонардом становился ещё заметнее. Билл и Чак думали, так будет смешнее, но ошибались». Соавторы, которые опасались, что комедия о физиках может отпугнуть телекомпании, провели читку некоторых сцен для CBS в столовой для руководящего состава компании с участием специально приглашённых актёров. Читка сценария пилота была необходима, чтобы показать вживую как будут выглядеть отношения главных героев. Венди Триллинг вспоминала, что если бы кто-то другой кроме Лорри попросил таким способом ознакомиться с шоу, то он бы получил отказ или просьбу дать ознакомиться со сценарием. Образы героев физиков выглядели очень свежо и оригинально. В итоге в компании решили дать добро на съёмку пилотной серии.

### Подбор актёров

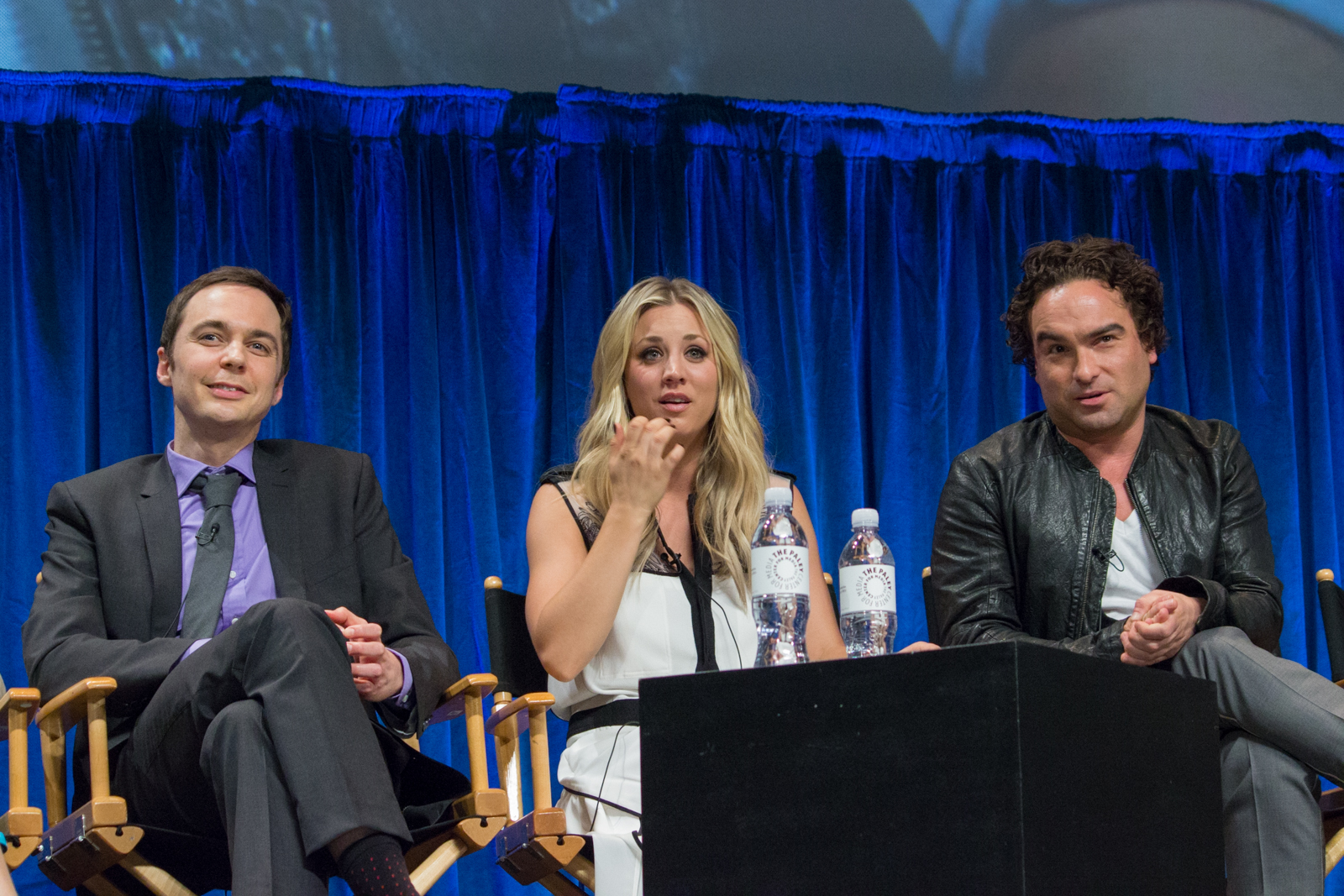
Исполнители главных ролей в сериале «Теория Большого взрыва» (слева направо): Джим Парсонс (Шелдон Купер), Кейли Куоко (Пенни) и Джонни Галэки (Леонард Хофстедтер) в 2013 году

Сериал получил рабочее название «Ленни, Пенни и Кенни». Так как создателям хотелось отдать дань уважения продюсеру, режиссёру и актёру Шелдону Леонарду, то главные герои получили имена Шелдон и Леонард Хофстедтер (в честь физика Дугласа Хофстедтера). Подбором актёров занимались Никки Валко и Кен Миллер. Они получили чёткую задачу: найти исполнителей способных сыграть учёных, которые «слегка не от мира сего». На роль Шелдона утвердили Джима Парсонса, который тщательно подготовился и выучил длинные научные монологи заумного персонажа. Он говорил про своего героя, что это в некотором роде: «гениальный идиот, в котором невероятный ум сочетается с абсолютным невежеством. Такой тип героев — вот прям моё». На роль Леонарда рассматривались Кевин Сассмэн (позже сыгравший в сериале роль Стюарта Блума, владельца магазина комиксов) и Маколей Калкин. Кен Миллер предложила кандидатуру Джонни Галэки, который по ряду причин несколько раз отказывался от приглашения. Однако по мере того как в сценарии роль персонажа становилась всё более интереснее (прежде всего романтическая линия) для актёра, он стал задумываться о том, чтобы принять участие в ситкоме. В итоге он согласился на прослушивание с Джимом Парсонсом, между героями которых должна существовать особая «химия». Оно прошло удачно и таким образом исполнители на центральные роли были найдены.

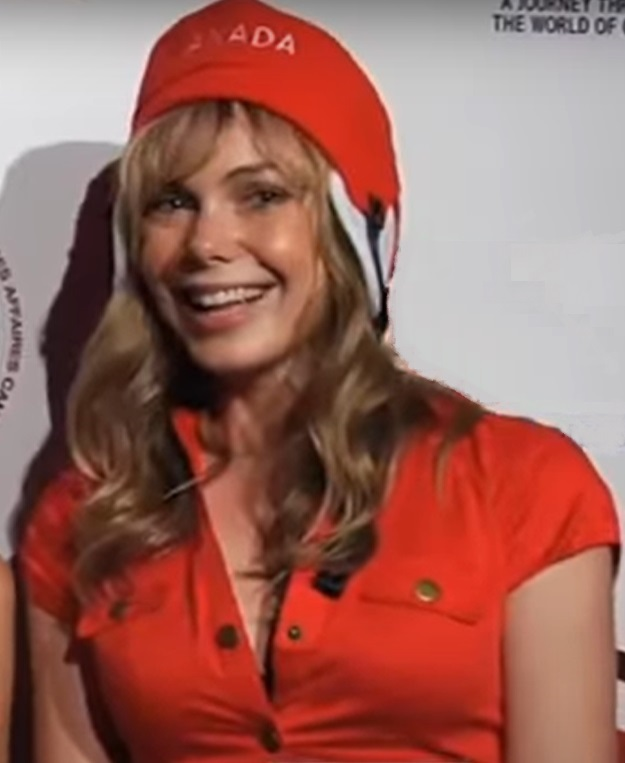
Аманда Уолш в 2011 году

На роль Кэти, главного женского персонажа, пробовалось несколько актрис. Первоначально девушку звали Пенни, но в то время CBS работала над пилотной серией сериала, в котором была героиня под тем же именем, и поэтому Лорри и Прэйди пошли навстречу компании и назвали девушку Кэти. Её роль пыталась получить Кейли Куоко, позднее ставшая той самой Пенни — добродушной и жизнерадостной соседкой Шелдона и Леонарда. Однако её манера подачи материала не подходила к образу Кэти, которая была «цинична, жутко невезуча и раздражительна». После того как Парсонс и Галэки были утверждены, на роль Кэти вместе с Парсонсом пробовалась Мариса Томей. Среди других кандидаток были Тара Рид, Элизабет Беркли, Аманда Уолш, но первоначально была утверждена Джоди Лин О’Киф (позже сыгравшая роль проститутки в 21-й серии второго сезона). Женщину-физика Джильду, которая влюблена в Леонарда и которая даже однажды занялась сексом с Шелдоном, должна была сыграть Айрис Бар. Однако после первой совместной читки сценария О’Киф была уволена — окружающие, хотя и были уверены в её таланте, посчитали, что она привнесла в сюжет излишнюю мрачность. Через несколько дней после этого решено было вновь попробовать Аманду Уолш. Просмотр прошёл перед руководством Warner Bros. Television. На это раз проба прошла удачно и актриса была одобрена.

### Съёмки
На место режиссёра был приглашён Джеймс Берроуз, который был знаком с Прэйди со времён работы над сериалом «Каролина в Нью-Йорке» (Caroline in the City; 1995—1999). Авторы стремились к тому, чтобы с научной точки зрения не было допущено ошибок, поэтому пригласили профессора Питера Горэма, физика из Гавайского университета. Однако он не мог посвятить много времени проекту и предложил задействовать в качестве научного консультанта физика-экспериментатора Дэвида Зальцберга, профессора Калифорнийского университета в Лос-Анджелесе. Впоследствии он остался в шоу в качестве постоянного сотрудника.

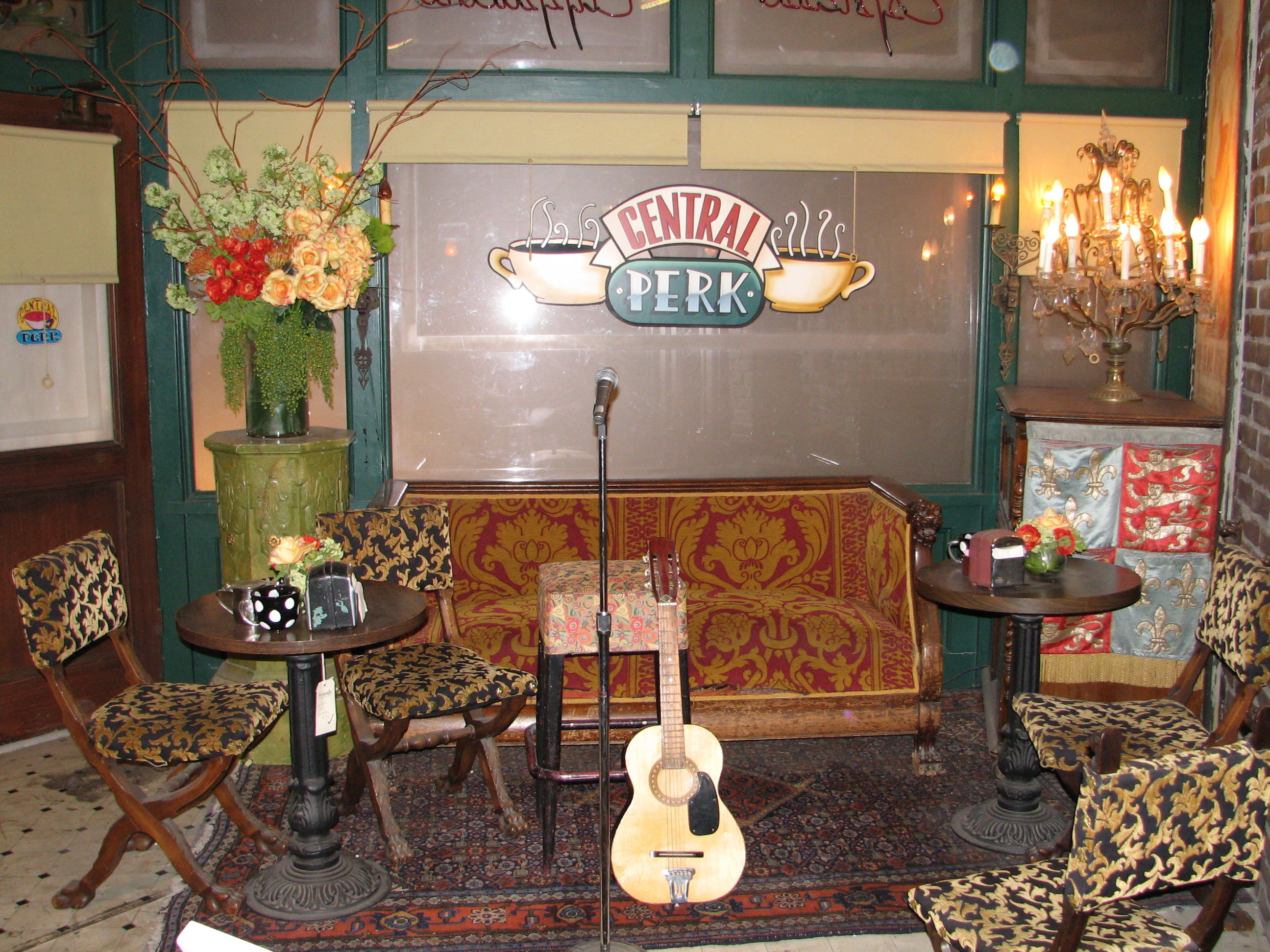
Декорации кафе Central Perk из сериала «Друзья»

Съёмки пилота велись в 24-м павильоне Warner Bros. в калифорнийском Бёрбанке в конце апреля 2006 года и были завершены 25 числа. В том же павильоне ранее снимался один из самых успешных американских ситкомов «Друзья» (в настоящее время за ним закреплено персональное название — «Павильон „Друзей“» (The Friends Stage)), а гримёрку Уолш ранее занимал Мэттью Перри, сыгравший роль Чендлера Бинга. Режиссёр всячески подталкивал Уолш к созданию более жёсткого персонажа, закалённого городом и неудачами. Для этого он требовал во время репетиций, чтобы она к месту и не к месту материлась. По мнению Галэки, такой подход позволял ей «лучше прочувствовать героиню и вжиться в роль. Таким образом Берроуз добивался, чтобы реплики Аманды звучали чётче и агрессивнее. И если даже убрать весь мат, вы всё равно поймёте, что она ругается. Этот способ ей отлично помогал. Ирония заключалась в том, что, пока они пытались превратить Аманду в героиню с уличной смекалкой и с, вероятно, двуличной натурой, в конечном счёте это пошло ей только во вред. Зрителю моментально хотелось защищать Леонарда и Шелдона от неё». Актриса говорила, что её участие в проекте оказалось самой тяжёлой неделей в её жизни, но, когда съёмки закончились, она посчитала, что у них что-то получилось. Она также отметила поддержку Лорри в этот период.
Дизайнеры постарались приблизить интерьер гостиной Шелдона и Леонарда к реальности, однако эта попытка оказалась неудачной, так как картинка выглядела депрессивной. Была скопирована обстановка из квартир настоящих физиков-теоретиков из числа учеников профессора Зальцберга. После успеха сериала он говорил, что «настоящее» жильё персонажей ничем не напоминает прежнее. В качестве временной меры была использована (музыкальный фон и сопровождение перебивок между сценами) песня английского поп-музыканта Томаса Долби (англ. Thomas Dolby) «Она ослепила меня наукой» (She Blinded Me with Science; 1982). Лорри не стал связываться с правообладателем по поводу использованию музыки: «мне просто нужно было создать атмосферу для пилота».

### Приём
Несмотря на некоторые находки, серия в целом была признана неудачной. После просмотров тестовая аудитория отрицательно отреагировала на образ Кэти, но зрителям и руководству CBS понравились запоминающиеся образы Шелдона и Леонарда. Берроуз говорил, что идея сериала ему по душе, но найти актрису, которая бы адекватно сыграла главную женскую роль, было крайне сложно. С учётом профессионализма Лорри и его авторитета на телевидении, режиссёр думал, что всё-таки будет заказан полный сезон. Он особо отметил особую «химию» между мужскими персонажами, а ведь сериал задумывался именно как история их дружбы. Нине Тасслер и руководству телекомпании также запомнилось взаимодействие между Парсонсом и Галэки, и то как они подтрунивали друг над другом. «Я будто наблюдала за выдающимися актёрами-спортсменами. Уровень их профессионализма и мастерства был достоин уважения. Но Кэти как персонаж совсем не подходила отношениям Шелдона и Леонарда. Она была крутая и жёсткая, а ещё очень невезучая». В CBS решили, что лучше переснять пилотную серию, чем вовсе отказаться от проекта. Такая практика встречается, но в целом пересъёмки довольно редки, а ещё реже случаи, когда им сопутствует успех.
В мае 2006-го года Лорри отдыхал в Австралии. Ему позвонила Нина Тасслер и сказала, что на канале решили не заказывать сериал, но готовы пойти навстречу создателям и принять решение на основе нового варианта пилота, так как первоначальная картинка «получилась какой-то нескладной». По её мнению, неудача прежде всего связана с образом, созданным Амандой Уолш. Однако Лорри возразил, что дело не в этом, а в проблемах сценария и разработке характера персонажа. Позже он говорил, что актриса сыграла именно то, что от неё требовали, и сделала это «прекрасно». Проблема заключалась в том, что «несмотря на всю гениальность Шелдона и Леонарда, эти ребята — сущие дети и к ним нельзя подселять героиню с токсичным характером. Смотреть на такие взаимоотношения будет очень больно». Ещё одной ошибкой было «перенесение» из сериала «Два с половиной человека» провокационных шуток. Лорри пришлось допустить много промахов, прежде чем он это понял. Кроме того, ему очень не понравилась сцена на улице, где знакомятся парни и Кэти. Павильонная декорация улицы выглядела «чудовищно», «фальшиво» и он решил отказаться от подобных сцен.

## Последующие события
Авторы понимали, что второго шанса они уже не получат. После того как Лорри вернулся в Лос-Анджелес возобновилась работа над сценарием. К тому моменту создатели получили разрешение на использование имени Пенни, так как пилотная серия сериала CBS, где была героиня с таким же именем провалилась. Название будущего сериала ещё не утвердили, и он проходил по некоторым документам как «Ленни, Пенни и Кенни», a. k. a. «Теория Большого взрыва». Аманда Уолш могла вновь пройти прослушивание, но в компании воспротивились этому, а создатели не сумели настоять на её участии. Режиссёром нового варианта пилотной серии был вновь назначен Джеймс Берроуз.

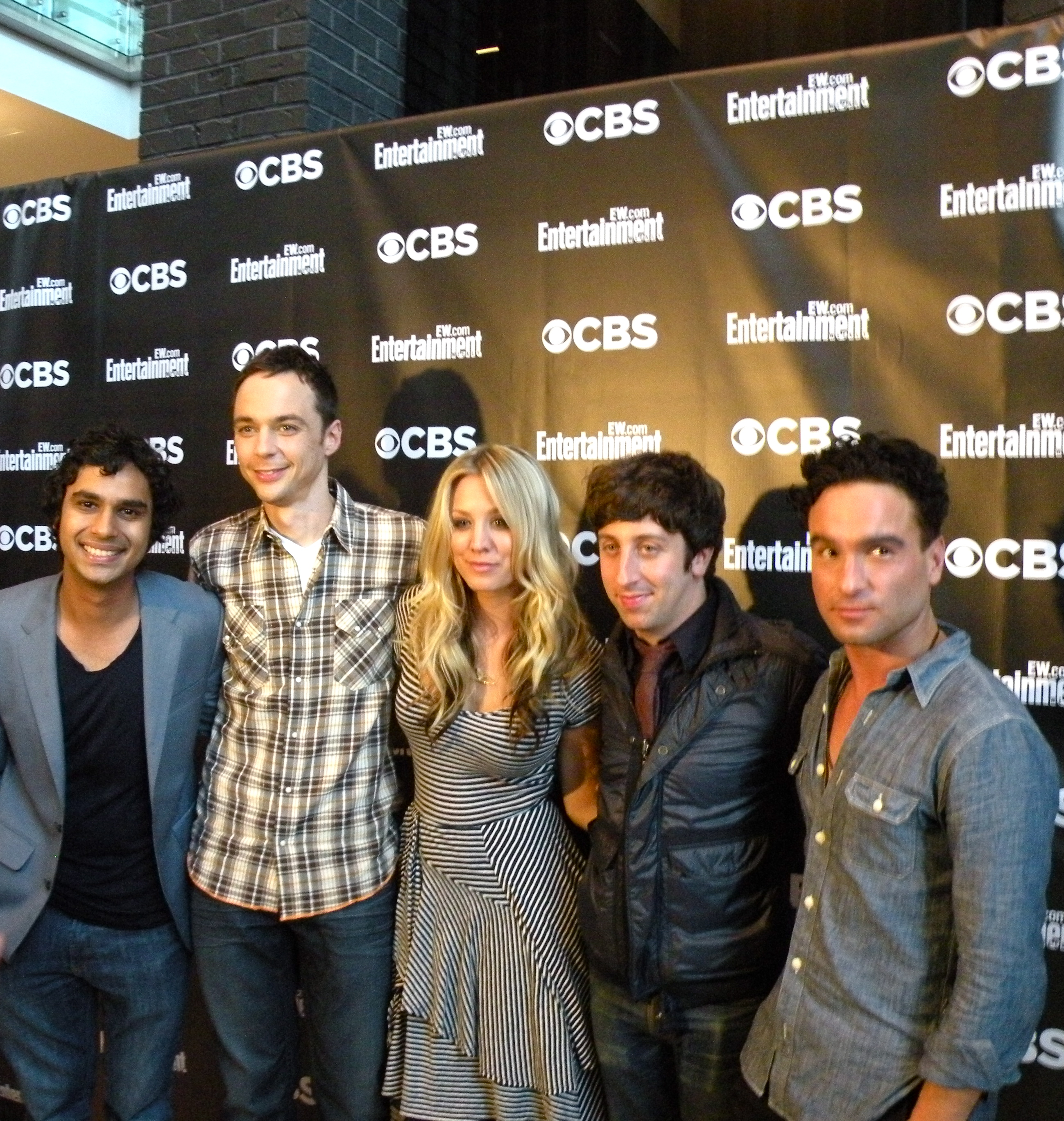
Актёры сериала (слева направо): Кунал Найяр, Джим Парсонс, Кейли Куоко, Саймон Хелберг и Джонни Галэки

Авторы пришли к выводу, что число персонажей нужно увеличить, чтобы зрители могли отдыхать от Шелдона и Леонарда. Во второй пилотной версии уже были задействованы все пять главных героев, ставшего впоследствии знаменитым сериала: Шелдон, Леонард, Пенни (Кейли Куоко), Говард Воловиц (Саймон Хелберг) и Раджеш Кутраппали (Кунал Найяр), а шоу приняло практически окончательный формат. Лорри объяснял расширение состава героев так: «При написании первого сценария у нас не было чёткого представления того, что мы хотим увидеть в итоге. Когда же первый пилот провалился, мы многое осознали. Я позвонил Биллу и сказал: „В топку этот сюжет. Персонажи такие дивные, что нам никакой сюжет и не нужен. И давай добавим ещё парочку парней! Мы же не про любовный треугольник снимаем, у нас история про этих ребят“. Так в сериале появились Воловиц и Кутраппали. Хоть в пилоте они играли совсем небольшую роль, но теперь у нас была компания». В обоих пилотах также появился малозначимый персонаж, сотрудница банка спермы Алтея (Верни Уотсон). Оригинальный пилот никогда не был официально выпущен, но его можно найти в Интернете и, в частности, на YouTube. Премьера пилотной серии прошла 24 сентября 2007 года. Её посмотрели более 9,5 млн зрителей. В газете USA Today отметили, что «у сериалов Лорри есть тенденция становиться лучше после пилота». «Он выпустил первую серию, после которой вам не терпится посмотреть вторую. Возможно, в наши дни это и считается гениальностью». 19 октября 2007 года первый сезон продлили до полного формата — 22 эпизодов, но по ряду причин в первом сезоне было выпущено только 17 эпизодов.

## Критика
В литературе отмечалось, что первый вариант шоу получился в серых, тёмных тонах, а его атмосфера была слишком мрачной для комедийного сериала. Шелдон проявляет, для ставшего впоследствии знаменитым образа, необычный «интерес к плотским утехам». У Леонарда уже была девушка, персонаж который совместил образы Лесли Уинкл и Эми Фарры Фаулер (девушка Шелдона) из сериала. «Прообраз Пенни, девушка по имени Кейти, намного старше, менее привлекательна и выглядит даже немного потрёпанной. Возможно, пилотная серия была неудачной потому, что в остальных сериалах Чака Лорри почти все главные персонажи были старше, чем главные герои „Теории“. Здесь мы видим не похождения двух молодых людей, а жизненные перипетии двух взрослых мужчин и женщины. Но образы были хорошие, и сериал пришлось переписать лишь частично: Пенни омолодили, а взрослые проблемы заменили на более молодёжные». По наблюдению Эми Рикман, автора книги «Сериал „Теория Большого взрыва“ от А до Я» недостатком пилотника было то, что в нём «не было души». Кэти получилась честолюбивой, а также не в меру «опытной и стервозной», чем всеми любимая Пенни. В первом варианте девушка была груба и нахальна с Шелдоном и Леонардом, которые выглядели «беззащитными интровертами», вызывающими у зрителей желание прийти им на помощь. По задумке авторов, Кэти, после дружбы с парнями, должна была оттаять, стать милой и приветливой. Однако даже когда она старалась выглядеть корректной это выглядело как уловка и манипуляция в отношении её новых знакомых. Кроме того, ей нравилось делать им гадости. Относительно героини Айрис Бар Рикман заметила, что это «какая-то странная женщина-ботаник», которая выполняла роль Говарда и Раджа.
Первая пилотная серия значительно отличается от последующих. Джессика Рэдлофф, автор книги «Теория Большого взрыва. Самая полная история создания культового сериала», писала: «декорации совсем другие, да и вся эстетика гораздо мрачнее. Кажется, будто Кэти запросто может ограбить Шелдона и Леонарда, а Гильда взвинчена до предела. Стиль Шелдона в одежде по большей части не отличается от его стиля во втором пилоте, а вот Леонард носит костюмы оверсайз, что совсем не похоже на его уже привычные нам худи с джинсами». Вместе с тем многие составляющие ситкома «остались неизменными, в частности характер Шелдона и Леонарда, а также их отношение к науке. Лорри и Прэйди были крайне щепетильны в научном вопросе и тщательно следили за достоверностью всех фактов».